# Andy Thomas
Andrew Sydney Thomas (ur. 18 grudnia 1951 w Adelaide) – australijsko-amerykański astronauta i inżynier.

## Życiorys
W 1973 ukończył inżynierię mechaniczną na University of Adelaide, gdzie w 1978 uzyskał doktorat. W 1989 zamieszkał w Pasadenie, gdzie pracował w laboratorium silników odrzutowych, 31 marca 1992 został wyselekcjonowany przez NASA jako kandydat na astronautę i w sierpniu 1993 ukończył szkolenie w Centrum Lotów Kosmicznych imienia Lyndona B. Johnsona. Od 19 do 29 maja 1996 jako specjalista misji brał udział w misji STS-77 trwającej 10 dni i 39 minut; start nastąpił z Centrum Kosmicznego Johna F. Kennedy'ego. Później przechodził przygotowanie do długoterminowej misji w Centrum Wyszkolenia Kosmonautów im. J. Gagarina w Gwiezdnym Miasteczku. Od 23 stycznia do 12 czerwca 1998 był specjalistą misji STS-89/Mir-24/Mir-25/STS-91 na stację Mir trwającej 140 dni, 15 godzin i 12 minut. Od 8 do 21 marca 2001 jako specjalista misji brał udział w locie kosmicznym STS-102 trwającym 12 dni, 19 godzin i 49 minut. Od 26 lipca do 9 sierpnia 2005 był specjalistą misji STS-114 trwającej 13 dni, 21 godzin i 32 minuty.
Łącznie spędził w kosmosie 177 dni, 9 godzin i 12 minut. Przeszedł na emeryturę w grudniu 2010.
Stowarzyszenie Uczestników Lotów Kosmicznych (Association of Space Explorers) przyznało mu Universal Astronaut Insignia za lot orbitalny (nr 346).